# Senecio viscosissimus
Senecio viscosissimus là một loài thực vật có hoa trong họ Cúc. Loài này được Colla miêu tả khoa học đầu tiên.